# Frank Urbano
Frank Urbano è uno dei personaggi della serie TV statunitense Oz, interpretato da Antoni Corone.

## Storia del personaggio
Frank Urbano è il detenuto numero 02U672, condannato il 7 gennaio del 2002 per omicidio di primo grado all'ergastolo con possibilità di vigilata non prima di 25 anni.
È un assassino famoso, che si è preso l'ergastolo per aver sparato ad un uomo su una scala che stava tentando di scappare da lui. All'inizio è un rinforzo degli italiani capeggiati da Chucky Pancamo, accettandone gli ordini senza discutere. In seguito prova di essere un detenuto brutale e dedito al comando, e non solo durante la guerra con gli Ariani, ma anche facendo riguadagnare alla Mafia il traffico della droga.

### Stagione 5
Urbano arriva ad Oz nel bel mezzo della guerra tra ariani e italiani. Poiché Tobias Beecher aveva chiesto protezione agli italiani per Adam Guenzel, quando Robson tenta di violentare il ragazzo, interviene Urbano seguito dai suoi, che strangola l'ariano quasi fino ad ucciderlo. Frank viene messo in buca e rilasciato poco dopo. Una volta fuori è Urbano a guidare i siciliani e si accorge che il gruppo è molto debole a causa degli infortuni di Pancamo e Peter Schibetta che sono fuori gioco. In più i latinos hanno stretto alleanza con gli zombie per lo spaccio di droga. L'unica speranza è quella di uccidere Redding, il quale nel frattempo fa uccidere Salvatore DeSanto. Enrique Morales intanto si scontra con Redding e chiede a Frank di ritornare ad essere soci in affari, ma il mafioso gli offre un accordo 60-40, per cui ora gli italiani prendono il 60% dei profitti. Morales accetta a condizione che Urbano uccida Redding, ma quando quest'ultimo è in procinto di pugnalarlo, Augustus Hill gli si para davanti e muore. Questa morte lascia gli Zombie allo sbando e spiana la strada agli italiani nel traffico della droga.

### Stagione 6
In questa stagione recita un ruolo minore, come spalla di Pancamo. Lo aiuta ad uccidere il presunto traditore Schibetta e lo spacciatore Bukowski. In seguito suggerisce a James Robson di uccidere Wolfgang Cutler così da azzerare i loro dissidi passati. Infine, insieme a Pancamo, fanno sì che gli Zombie non possano più vendere droga facendo ammazzare il loro spacciatore fuori.